# Bear Lake (King County, Washington)
Der Bear Lake ist ein See im King County im US-Bundesstaat Washington. Er befindet sich unweit vom Oberlauf des Taylor River.
Er kann vom Deer Lake aus über 1,1 km wandernd über den „Snoqualmie Lake Trail“ erreicht werden, welcher schließlich in das Einzugsgebiet des East Fork Miller River wechselt und den Lake Dorothy erreicht.
Der Abfluss des Sees stürzt nach Verlassen des Bear Lake über einen kleinen Wasserfall, welcher vom Deer Lake aus zu sehen sein soll.